# Ernst Kreker
Ernst Kreker (* 22. Februar 1875 in Birkkretscham, Landkreis Strehlen; † nach 1933) war ein deutscher Politiker (Zentrum).

## Leben
Kreker war beruflich als Vorschlosser in Gleiwitz tätig. Er trat in die Zentrumspartei ein, für die er vom 19. November 1922 bis 1933 als Abgeordneter dem Preußischen Landtag angehörte.